# Vilamanya
Vilamanya és un nucli format per masies pertanyent al poble de Fustanyà, al terme municipal de Queralbs (Ripollès). Situades a 1200 metres d'altitud, entre les masies destaca l'antiga cabana del segle xvii el Puig i els masos del segle xvi de la Ruira de Dalt i de Baix. El 2011 tenia 5 habitants.